# ويليام كليفلاند
ويليام كليفلاند (بالإنجليزية: William Cleveland)‏ هو سباح أمريكي، ولد في 27 سبتمبر 1965.

## روابط خارجية
- ويليام كليفلاند على موقع الاتحاد الدولي للسباحة (الإنجليزية)
- ويليام كليفلاند على موقع أوليمبيديا (الإنجليزية)